# Leontius, Hypatius és Theodulus
Szent Leontius, Hypatius és Theodolus ( görögül : Λεόντιος, Ὑπάτιος & Θεόδουλος) római katonák voltak, akik a keresztény hagyomány szerint mártírhalált haltak hitük miatt.
Leontius görög származású volt, és Vespasianus uralkodása alatt (70–79) a császári hadsereg tisztjeként szolgált a föníciai Tripoli városban. Leontiust bátorság és józan ész jellemezte, Tripoli népe erénye miatt mélyen tisztelte.
A császár Hadrianus római szenátort nevezte ki a föníciai terület kormányzójává, teljhatalommal ruházta a keresztények felkutatására, és üldözésére. Fönícia felé tartva Adrian jelentést kapott, hogy Leontius sokakat eltérített a pogány istenek imádatától. A kormányzó Hypatius tribunust egy osztaggal Tripoliszba küldte, hogy letartóztassa a keresztény Leontiust. Útközben Hypatius tribunus súlyosan megbetegedett, közel járt a halálhoz, és álmában egy angyalt látott, aki így szólt hozzá: „Ha fel akarsz épülni, nektek és katonáitoknak háromszor kell elismételni: Leontius Istene, segíts nekem!”
Hypatius kinyitotta a szemét, meglátta az angyalt, és így szólt: „Leontius letartóztatására küldtek, hogyan is folyamodhatnék éppen az ő Istenéhez?” Ebben a pillanatban az angyal láthatatlanná vált. Hypatius elmesélte álmát a katonáknak, akik között volt barátja, Theodolus is, és mindannyian együtt kértek segítségét attól az Istentől, akit Leontius imádott. Hypatius, katonái nagy örömére, azonnal meggyógyult de csak Theodolus volt az aki e csodán sokáig elmélkedett. Lelkét Isten iránti szeretet töltötte el, és arra kérte Hypatiust, hogy gyorsítsa meg lépteit, hogy mihamarabb megtalálják Leontiust.
A városba érkezve egy idegen fogadta őket, aki mindannyiukat szívesen látta házában, és pazar vendéglátással látta el az utazókat. Amikor megtudták, hogy vendégszerető házigazdájuk maga Leontius, térdre borultak, és kérték, hogy segítsen nekik is elnyerni az igaz Istenbe vetett hitet. Megkeresztelkedtek, és amikor Leontius a Szent Háromság nevét segítségül hívva imádkozni kezdett értük, egy ragyogó fénnyel teli felhő jelent meg az égen és esővíz ömlött az újonnan megkereszteltekre.
A többi, parancsnokukat kereső katonák is megérkeztek Tripoliba, ahol már Adrian kormányzó is jelen volt. A kormányzó miután hírét vette a történteknek, elrendelte, hogy hozzák elé Leontiust, Hypatiust és Theodolust. Kínzással és halállal fenyegette őket, követelte, hogy tagadják meg Jézus Krisztust, és mutassanak be áldozatot a római isteneknek.
Mindhárman szilárdan megvallották Krisztusba vetett hitüket. Hypatiust egy oszlop alá helyezték és vas karmokkal kínozták, Theodolust pedig könyörtelenül megverték. Látva e szentek állhatatosságát, lefejezték őket. Leontiust a kínzások után börtönbe vetették. Reggel a kormányzó elé állították. Adrian megpróbálta kitüntetésekkel és jutalmakkal eltéríteni hitétől mindhiába, így újabb kínzásoknak adta át. Leontiust fejjel lefelé lógatták egy oszlopról, nyakában nehéz követ raktak, de semmi sem tudta rávenni arra, hogy megtagadja Krisztust. A kormányzó elrendelte, hogy a szenvedőt addg verjék botokkal amíg meg nem hal. Ezután Leontius holttestét a városon kívülre dobták, de a keresztények tisztelettel eltemették Tripoli közelében.
E mártírok halála 70 és 79 között történt. A szent Leontius elleni vádakat, szenvedéseit és halálát az udvari írnok (commentarisius) ón táblákon jegyezte fel. Ezeket a táblákat a szent sírjához helyezték.

## Tisztelete
Egy 6. században épült boszrai székesegyházat Leontiusnak szenteltek. 